# Paradystus ceylonicus
Paradystus ceylonicus là một loài bọ cánh cứng trong họ Cerambycidae.